# Naves (Corrèze)
Pour les articles homonymes, voir Naves.
Naves est une commune française située dans le département de la Corrèze, en région Nouvelle-Aquitaine.
Ses habitants sont appelés les Navarois et les Navaroises.

## Géographie

### Localisation
La commune est située au centre de la Corrèze. Tulle est à environ 7 km au sud et Brive-la-Gaillarde à 43 km au sud-ouest de Naves.

### Communes limitrophes
Les communes limitrophes sont Les Angles-sur-Corrèze, Bar, Chameyrat, Gimel-les-Cascades, Saint-Clément, Saint-Mexant, Seilhac et Tulle.

Naves est limitrophe de huit communes, dont Tulle, préfecture de la Corrèze.

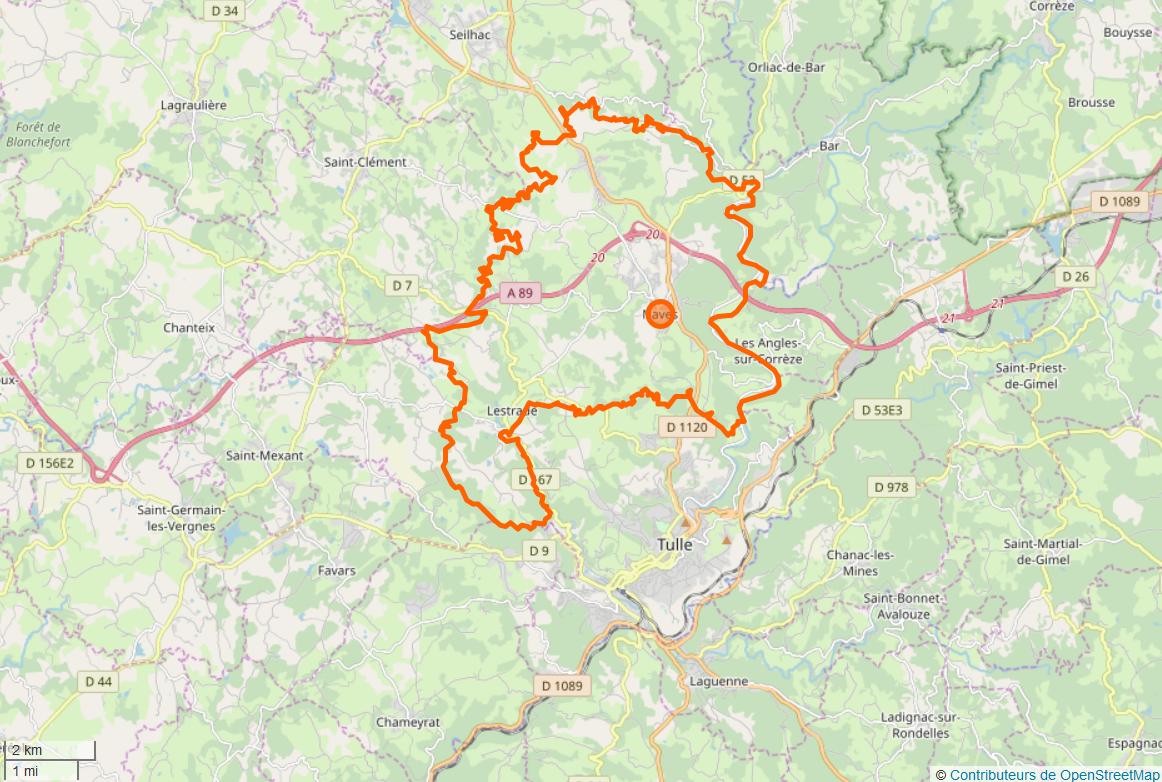
OpenStreetMap Limite communale

| Saint-Clément | Seilhac | Bar                    |
| Saint-Mexant  | Naves   | Les Angles-sur-Corrèze |
| Chameyrat     | Tulle   | Gimel-les-Cascades     |

### Hydrographie et relief
La commune de Naves est traversée par la Corrèze, la Solane, la Vigne, la Vimbelle et la Céronne. Elle est divisée en quatre vallées comprenant sur leur crête des collines : la vallée de la Corrèze-Vimbelle, celle de la Vigne, celle de la Solane et celle de la Céronne.

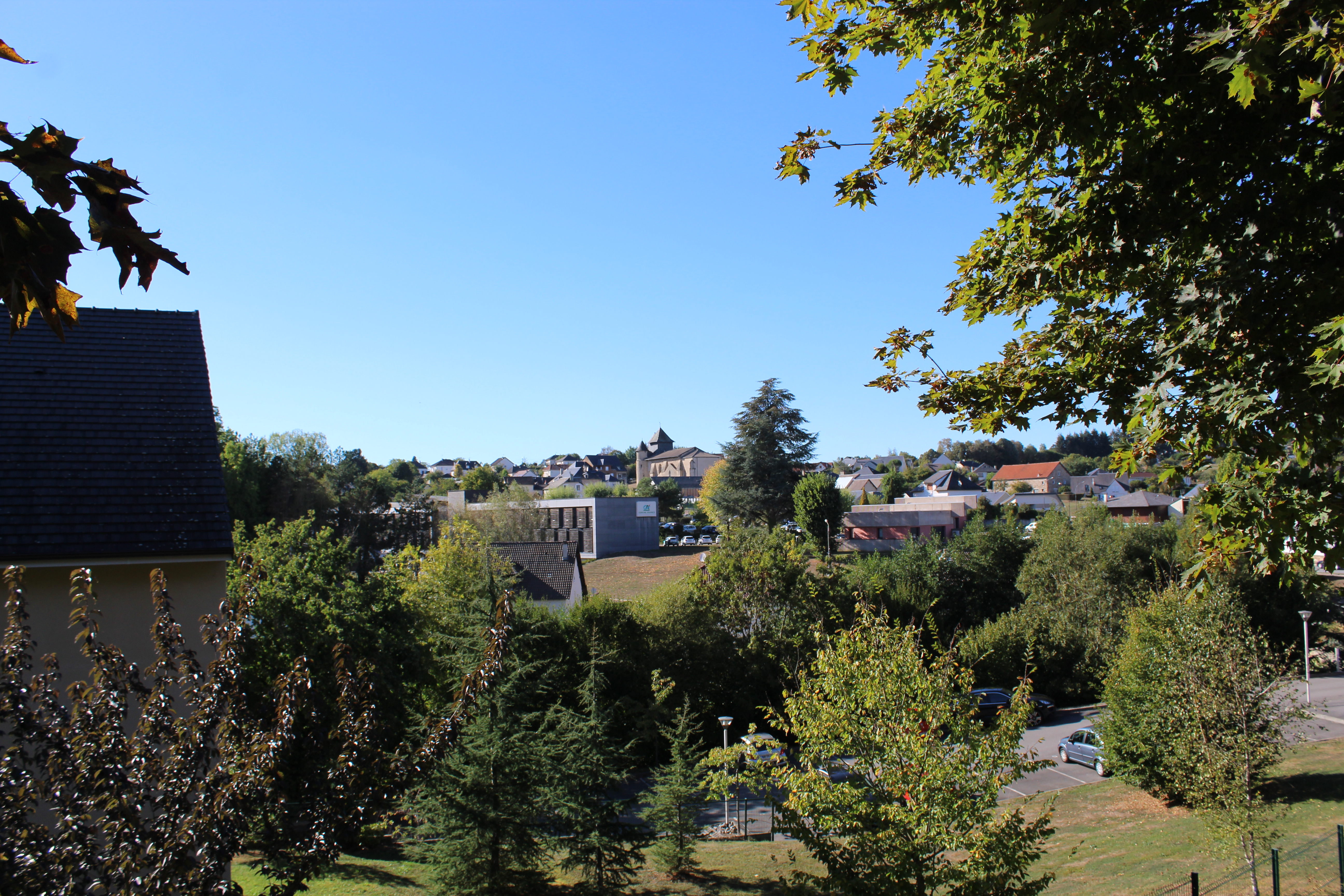
Panorama du village.

### Climat
Pour des articles plus généraux, voir Climat de la Nouvelle-Aquitaine et Climat de la Corrèze.
Historiquement, la commune est exposée à un climat montagnard.  
En 2020, Météo-France publie une typologie des climats de la France métropolitaine dans laquelle la commune est exposée à un climat de montagne et est dans la région climatique  Ouest et nord-ouest du Massif Central, caractérisée par une pluviométrie annuelle de 900 à 1 500 mm, maximale en automne et en hiver.
Pour la période 1971-2000, la température annuelle moyenne est de 11,5 °C, avec  une amplitude thermique annuelle de 15,5 °C. Le cumul annuel moyen de précipitations est de 1 183 mm, avec 13,4 jours de précipitations en janvier et 7,8 jours en juillet. Pour la période 1991-2020, la température moyenne annuelle observée sur la station météorologique la plus proche, située sur la commune de Tulle à 5 km à vol d'oiseau, est de 12,1 °C et le cumul annuel moyen de précipitations est de 1 236,1 mm,. Pour l'avenir, les paramètres climatiques de la commune estimés pour 2050 selon différents scénarios d’émission de gaz à effet de serre sont consultables sur un site dédié publié par Météo-France en novembre 2022.

## Urbanisme

### Typologie
Au 1er janvier 2024, Naves est catégorisée commune rurale à habitat dispersé, selon la nouvelle grille communale de densité à 7 niveaux définie par l'Insee en 2022.
Elle est située hors unité urbaine. Par ailleurs la commune fait partie de l'aire d'attraction de Tulle, dont elle est une commune de la couronne,. Cette aire, qui regroupe 43 communes, est catégorisée dans les aires de moins de 50 000 habitants,.

### Occupation des sols
L'occupation des sols de la commune, telle qu'elle ressort de la base de données européenne d’occupation biophysique des sols Corine Land Cover (CLC), est marquée par l'importance des territoires agricoles (60,5 % en 2018), en diminution par rapport à 1990 (62,8 %). La répartition détaillée en 2018 est la suivante : 
prairies (36 %), forêts (33 %), zones agricoles hétérogènes (24,5 %), zones urbanisées (4,2 %), zones industrielles ou commerciales et réseaux de communication (2,3 %).
L'évolution de l’occupation des sols de la commune et de ses infrastructures peut être observée sur les différentes représentations cartographiques du territoire : la carte de Cassini (XVIIIe siècle), la carte d'état-major (1820-1866) et les cartes ou photos aériennes de l'IGN pour la période actuelle (1950 à aujourd'hui).

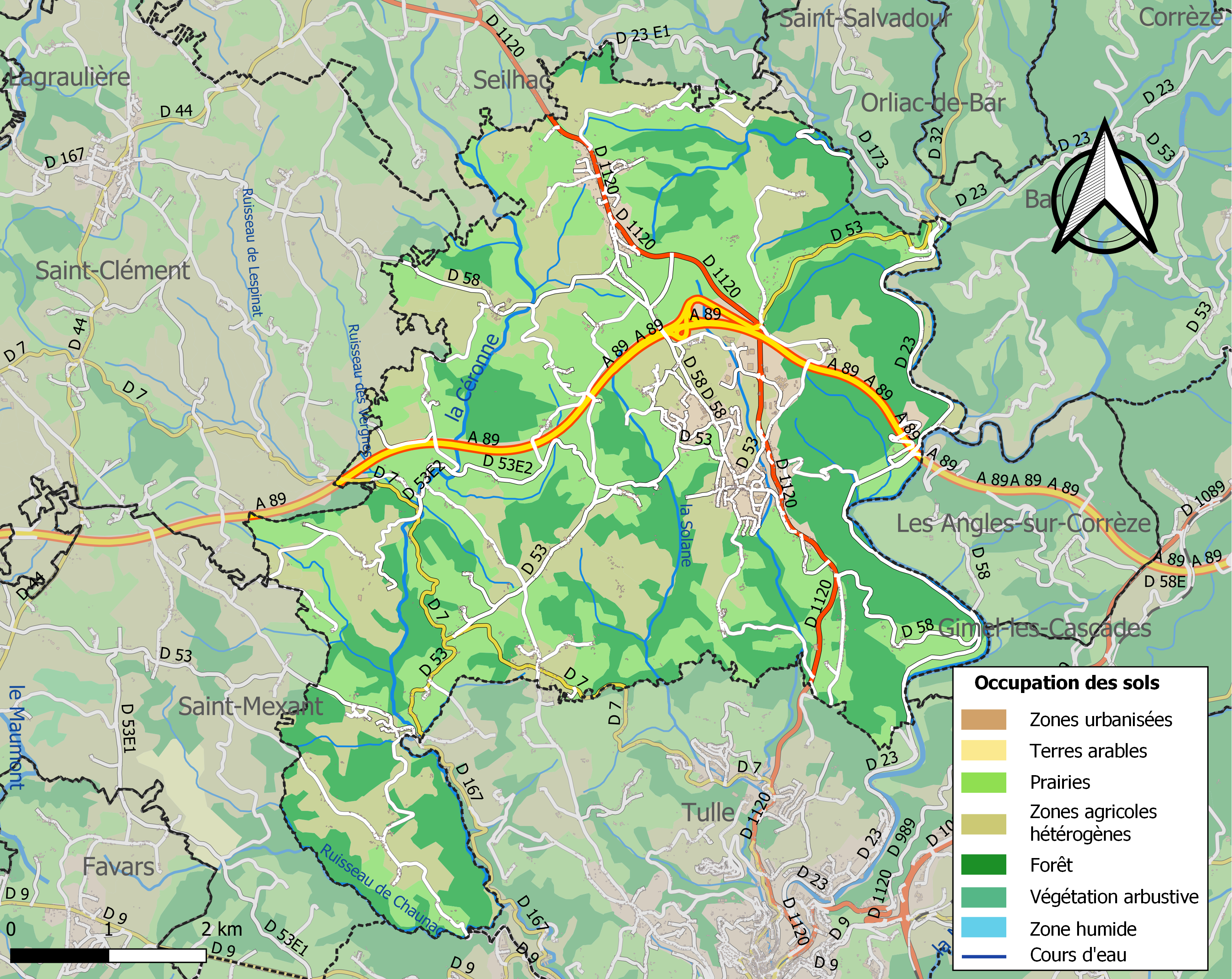
Carte des infrastructures et de l'occupation des sols de la commune en 2018 (CLC).

### Transport routier
- Réseau Réseau interurbain de la Corrèze

### Risques majeurs
Le territoire de la commune de Naves est vulnérable à différents aléas naturels : météorologiques (tempête, orage, neige, grand froid, canicule ou sécheresse), inondations, feux de forêts, mouvements de terrains et séisme (sismicité très faible). Il est également exposé à un risque technologique,  le transport de matières dangereuses, et à un risque particulier : le risque de radon. Un site publié par le BRGM permet d'évaluer simplement et rapidement les risques d'un bien localisé soit par son adresse soit par le numéro de sa parcelle.

#### Risques naturels
Certaines parties du territoire communal sont susceptibles d’être affectées par le risque d’inondation par débordement de cours d'eau, notamment la Corrèze, la Vimbelle et la Céronne. La commune a été reconnue en état de catastrophe naturelle au titre des dommages causés par les inondations et coulées de boue survenues en 1982, 1983, 1988, 1999 et 2001,. Le risque inondation est pris en compte dans l'aménagement du territoire de la commune par le biais du plan de prévention des risques (PPR) inondation « Corrèze amont », approuvé le 9 octobre 2006. 

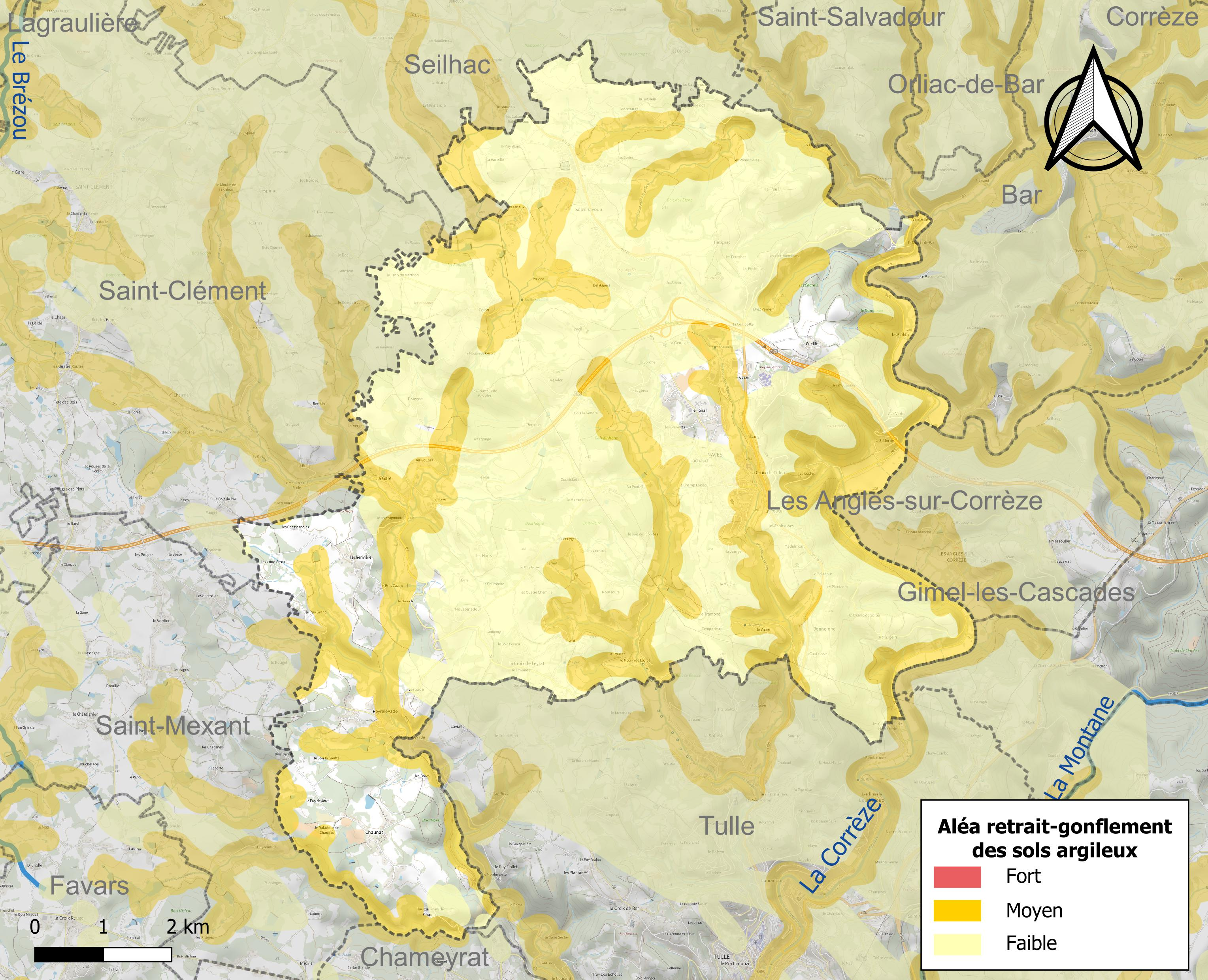
Carte des zones d'aléa retrait-gonflement des sols argileux de Naves.

La commune est vulnérable au risque de mouvements de terrains constitué principalement du retrait-gonflement des sols argileux. Cet aléa est susceptible d'engendrer des dommages importants aux bâtiments en cas d’alternance de périodes de sécheresse et de pluie. 32,6 % de la superficie communale est en aléa moyen ou fort (26,8 % au niveau départemental et 48,5 % au niveau national). Sur les 1 112 bâtiments dénombrés sur la commune en 2019,  268 sont en aléa moyen ou fort, soit 24 %, à comparer aux 36 % au niveau départemental et 54 % au niveau national. Une cartographie de l'exposition du territoire national au retrait gonflement des sols argileux est disponible sur le site du BRGM,.
Concernant les feux de forêt, aucun plan de prévention des risques incendie de forêt (PPRIF) n’a été établi en Corrèze, néanmoins le code de l’urbanisme impose la prise en compte des risques dans les documents d’urbanisme. Le périmètre des servitudes d'utilité publique et des zones d'obligation légale de débroussaillement pour les particuliers est quant à lui défini pour la commune dans une carte dédiée. 
Concernant les mouvements de terrains, la commune a été reconnue en état de catastrophe naturelle au titre des dommages causés par la sécheresse en 2018 et par des mouvements de terrain en 1999.

#### Risques technologiques
Le risque de transport de matières dangereuses sur la commune est lié à sa traversée par une route à fort trafic et une canalisation de transport d'hydrocarbures. Un accident se produisant sur de telles infrastructures est susceptible d’avoir des effets graves sur les biens, les personnes ou l'environnement, selon la nature du matériau transporté. Des dispositions d’urbanisme peuvent être préconisées en conséquence.

#### Risque particulier
Dans plusieurs parties du territoire national, le radon, accumulé dans certains logements ou autres locaux, peut constituer une source significative d’exposition de la population aux rayonnements ionisants. Certaines communes du département sont concernées par le risque radon à un niveau plus ou moins élevé. Selon la classification de 2018, la commune de Naves est classée en zone 2, à savoir zone à potentiel radon faible mais sur lesquelles des facteurs géologiques particuliers peuvent faciliter le transfert du radon vers les bâtiments. 

## Économie
La commune était, en 2007, la dixième commune la plus riche de Corrèze concernant le revenu moyen de référence par foyer (imposé et non imposé) avec 24 728 €. En 2011, 66,9 % des foyers fiscaux navarois étaient imposables contre 53,5 % en moyenne en France. La même année, le taux de chômage était de 4,8 % sur la commune, soit deux fois moins que la moyenne en France métropolitaine en 2011...

## Histoire

### Antiquité

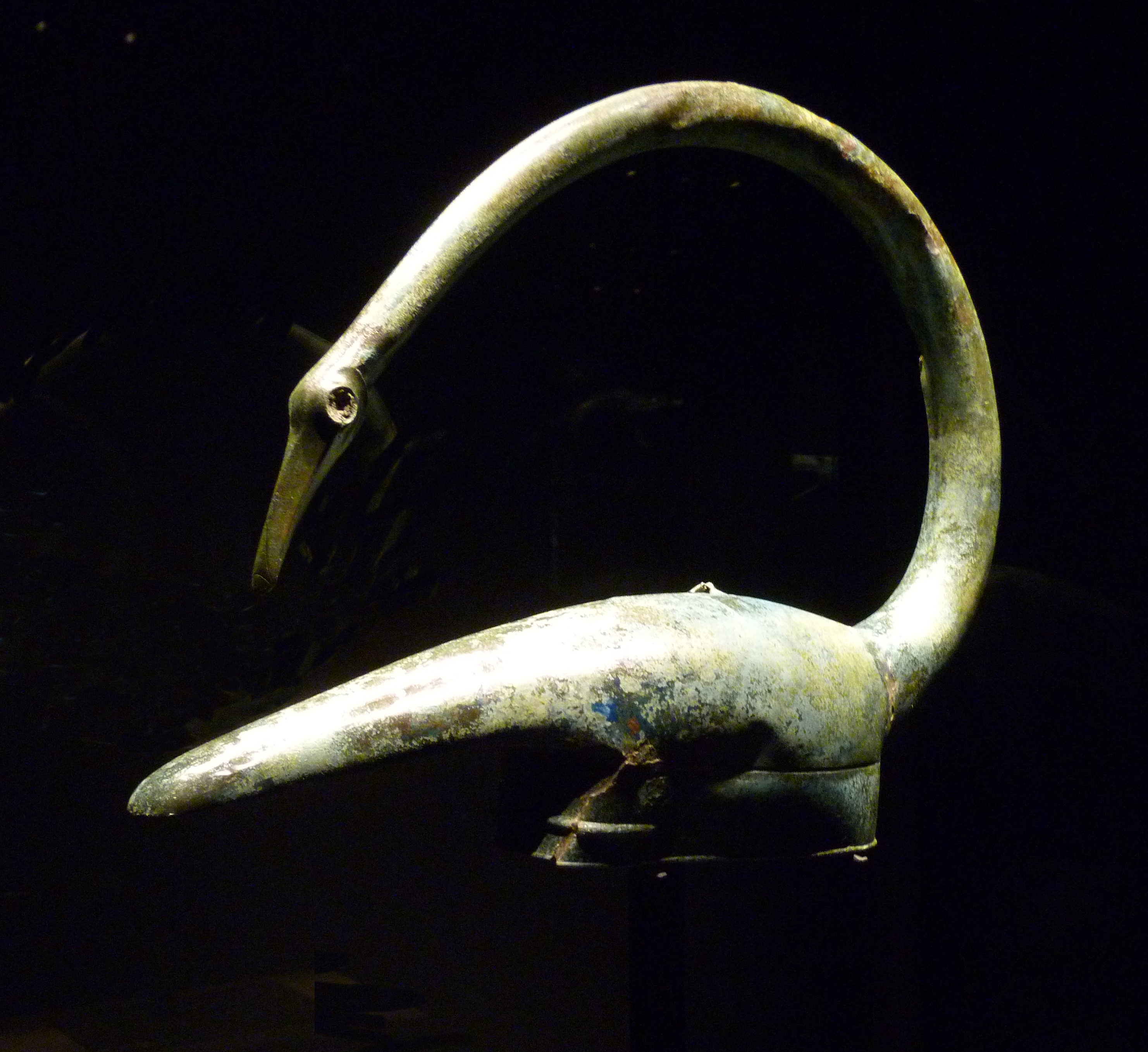
Casque gaulois retrouvé à Tintignac.

Durant la période gauloise, la commune était située au centre d’une zone de 30 km de rayon comprenant de nombreuses mines d’or et d’étain exploitées par les Lémovices. Ceux-ci y avaient d'ailleurs bâti un temple sur le site de Tintignac.
Au cours de l’époque gallo-romaine, le village gaulois se retrouva au croisement des voies romaines entre Armorique et Provence d’une part, Lugdunum et Burdigala d’autre part, ce qui  permit sa prospérité et la construction d’autres temples, d’un théâtre, de thermes et de bien d’autres bâtiments.

### Moyen Âge et Temps modernes
Au VIe siècle, le site de Tintignac fut abandonné et le peuplement se déplaça 1,5 km plus au sud, à l'emplacement du bourg actuel. Celui-ci s'organisa alors autour d'un château dont aujourd'hui seule subsiste l'église Saint-Pierre. À l'époque carolingienne, Naves est le siège d'une importante viguerie et c'est à cette même période qu'apparaît le vocable de l'église de Naves : Saint-Pierre-ès-liens. Au XIIIe siècle, Naves devient prévôté. Le prévôt de Naves désigné par le chapitre de Tulle a un rôle tant religieux qu'administratif et judiciaire. Son pouvoir très important le fait devenir le « seigneur de Naves ».
La commune est créée à partir de la paroisse de Naves en 1790 et en 1794 elle absorbe la commune de Chaunac.

### Époque contemporaine
En 1904, la commune est reliée au réseau ferroviaire par le POC avec ses deux gares, de Naves (située à 4 km du bourg) et du pont de Peyrelevade, toutes deux sur la ligne reliant Tulle à Treignac ou à Uzerche puis Limoges. Mais en 1969 la ligne est fermée et une ligne de cars TER est mise en place passant désormais par le bourg et reliant Tulle à Limoges via Uzerche. L'ancienne N120 reliant Uzerche et l'A20 à Aurillac et traversant la commune est réaménagée dans les années 1990. Naves est aujourd'hui en pleine croissance grâce à l'arrivée, en 2002, de l’A89 qui franchit la vallée de la Corrèze grâce au viaduc du pays de Tulle, septième au monde en termes de hauteur de pile, à l'est du territoire communal.
La commune est désormais à 3h00 de Lyon, à moins de 2h30 de Bordeaux et de Toulouse, à 1h30 de Clermont-Ferrand et à 1h00 de Limoges. Depuis l'an 2000, les habitants arrivent en masse dans la commune qui connaît un taux de croissance de 12 % sur les quinze dernières années. Il s'agit surtout de jeunes actifs travaillant pour la plupart à Tulle. La commune a de fait été intégrée à l'aire urbaine de Tulle et elle est devenue la deuxième commune la plus peuplée de l'agglomération tulliste.
En 2015, la commune deviendra, pour la première fois, bureau centralisateur d'un canton, le canton de Naves regroupant 11 100 habitants au nord de Tulle.

### Toponymie
Le nom de Naves vient du latin Navea signifiant vallée fertile. La dénomination actuelle est elle-même dérivée du nom occitan Navas.

## Politique et administration

### Récapitulatif de résultats électoraux récents
| Scrutin              | 1er tour | 1er tour | 1er tour | 1er tour | 1er tour | 1er tour | 1er tour        | 1er tour        | 1er tour        | 1er tour        | 1er tour        | 1er tour        | 2d tour     | 2d tour     | 2d tour     | 2d tour     | 2d tour     | 2d tour     | 2d tour     | 2d tour     | 2d tour     |
| Scrutin              | 1er      | 1er      | %        | 2e       | 2e       | %        | 3e              | 3e              | %               | 4e              | 4e              | %               | 1er         | 1er         | %           | 2e          | 2e          | %           | 3e          | 3e          | %           |
| -------------------- | -------- | -------- | -------- | -------- | -------- | -------- | --------------- | --------------- | --------------- | --------------- | --------------- | --------------- | ----------- | ----------- | ----------- | ----------- | ----------- | ----------- | ----------- | ----------- | ----------- |
| Municipales 2014     |          | DVD      | 52,98    |          | PS       | 47,01    | Pas de 3e et 4e | Pas de 3e et 4e | Pas de 3e et 4e | Pas de 3e et 4e | Pas de 3e et 4e | Pas de 3e et 4e | Tour unique | Tour unique | Tour unique | Tour unique | Tour unique | Tour unique | Tour unique | Tour unique | Tour unique |
| Européennes 2014     |          | PS       | 26,41    |          | UMP      | 18,71    |                 | FN              | 15,93           |                 | FG              | 11,31           | Tour unique | Tour unique | Tour unique | Tour unique | Tour unique | Tour unique | Tour unique | Tour unique | Tour unique |
| Départementales 2015 |          | UMP      | 58,40    |          | PS       | 27,05    |                 | DVG             | 14,56           | Pas de 4e       | Pas de 4e       | Pas de 4e       |             | UMP         | 60,23       |             | PS          | 39,77       | Pas de 3e   | Pas de 3e   | Pas de 3e   |
| Régionales 2015      |          | PS       | 32,65    |          | LR       | 26,62    |                 | FN              | 16,23           |                 | FG              | 8,91            |             | PS          | 49,16       |             | LR          | 36,85       |             | FN          | 14,00       |
| Présidentielle 2017  |          | EM       | 31,38    |          | LFI      | 24,82    |                 | LR              | 13,83           |                 | FN              | 13,05           |             | EM          | 79,89       |             | FN          | 20,11       | Pas de 3e   | Pas de 3e   | Pas de 3e   |
| Législatives 2017    |          | LREM     | 49,53    |          | PS       | 18,48    |                 | LFI             | 10,19           |                 | PCF             | 8,69            |             | LREM        | 65,58       |             | PS          | 34,42       | Pas de 3e   | Pas de 3e   | Pas de 3e   |
| Européennes 2019     |          | LREM     | 22,11    |          | RN       | 15,05    |                 | EÉLV            | 14,48           |                 | PS              | 11,43           | Tour unique | Tour unique | Tour unique | Tour unique | Tour unique | Tour unique | Tour unique | Tour unique | Tour unique |
| Municipales 2020     |          | EÉLV     | 46,11    |          | DVD      | 40,01    |                 | PCF             | 18,86           | Pas de 4e       | Pas de 4e       | Pas de 4e       |             | EÉLV        | 55,32       |             | DVD         | 44,67       | Pas de 3e   | Pas de 3e   | Pas de 3e   |
| Départementales 2021 |          | DVG      | 52,26    |          | DVD      | 36,31    |                 | RN              | 11,43           | Pas de 4e       | Pas de 4e       | Pas de 4e       | Tour unique | Tour unique | Tour unique | Tour unique | Tour unique | Tour unique | Tour unique | Tour unique | Tour unique |
| Régionales 2021      |          | PS       | 32,41    |          | LR       | 19,40    |                 | EELV            | 12,77           |                 | RN              | 11,81           |             | PS          | 44,76       |             | LR          | 20,56       |             | EELV        | 14,78       |
| Présidentielle 2022  |          | EM       | 23,63    |          | LFI      | 22,65    |                 | RN              | 18,70           |                 | RES             | 7,04            |             | EM          | 62,11       |             | RN          | 37,89       | Pas de 3e   | Pas de 3e   | Pas de 3e   |
| Législatives 2022    |          | FI       | 28,88    |          | MoDem    | 28,52    |                 | LR              | 12,75           |                 | PS diss.        | 10,87           |             | FI          | 51,62       |             | LR          | 48,38       | Pas de 3e   | Pas de 3e   | Pas de 3e   |

### Liste des maires
| Période         | Période        | Identité            | Étiquette     | Qualité                               |
| --------------- | -------------- | ------------------- | ------------- | ------------------------------------- |
| av.1924         | ?              | Élie Vidalin        | Radical       | Médecin - Député - Conseiller général |
| mars 2001       | 2008           | Maurice Bar         | UMP           | Ingénieur                             |
| mars 2008       | 2014           | Alain Brette        | PS            | Professeur de génie civil             |
| mars 2014       | 21 juin 2017   | Christophe Jerretie | DVD puis LREM | Urbaniste, élu député de la Corrèze   |
| 13 juillet 2017 | 3 juillet 2020 | Huguette Madelmont  | DVD           | Retraitée de la fonction publique     |
| 3 juillet 2020  | En cours       | Hervé Longy         | EÉLV-LÉ       | Ingénieur                             |

### Politique environnementale
Dans son palmarès 2024, le Conseil national de villes et villages fleuris de France a attribué une fleur à la commune.

## Démographie

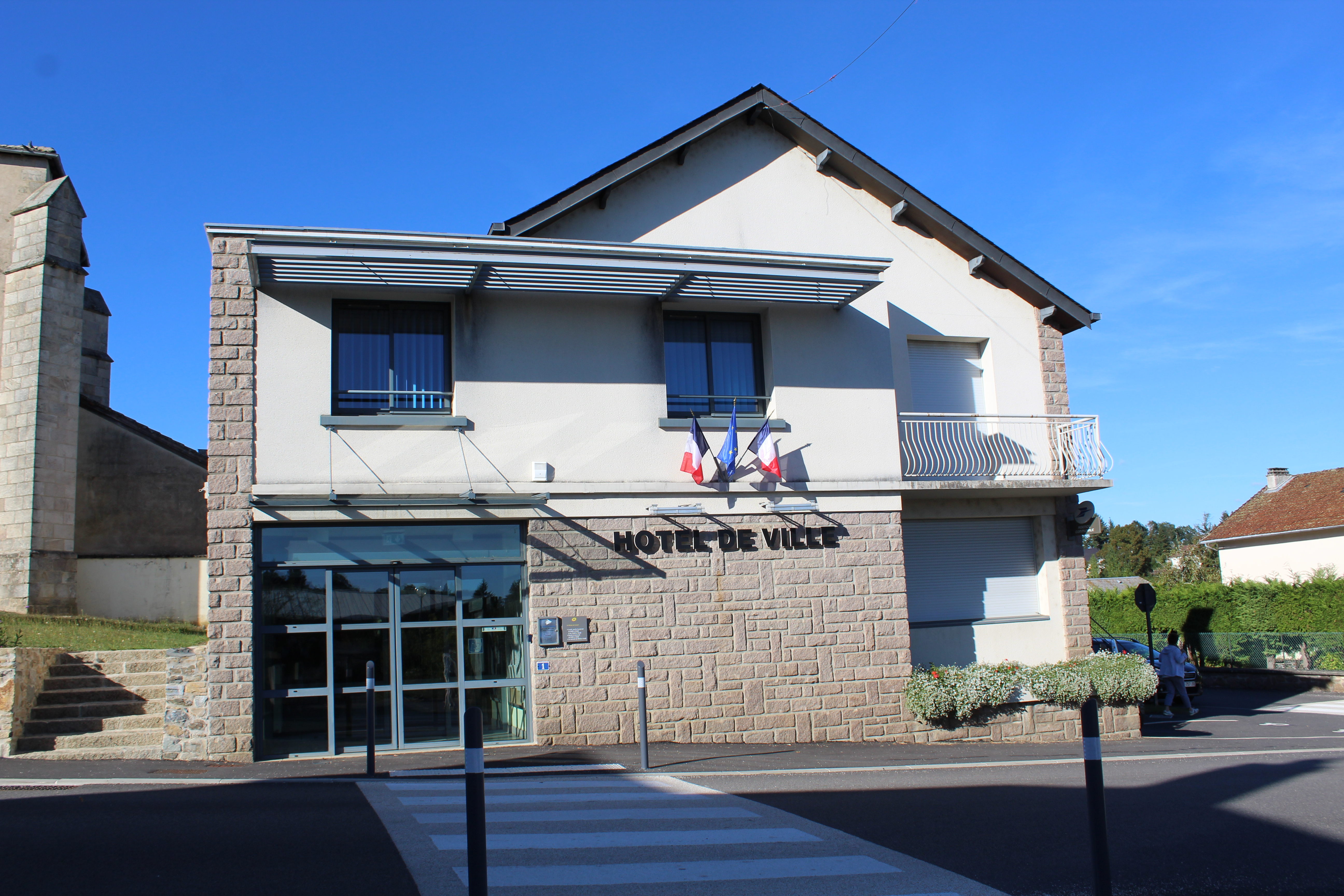
L'hôtel de ville.

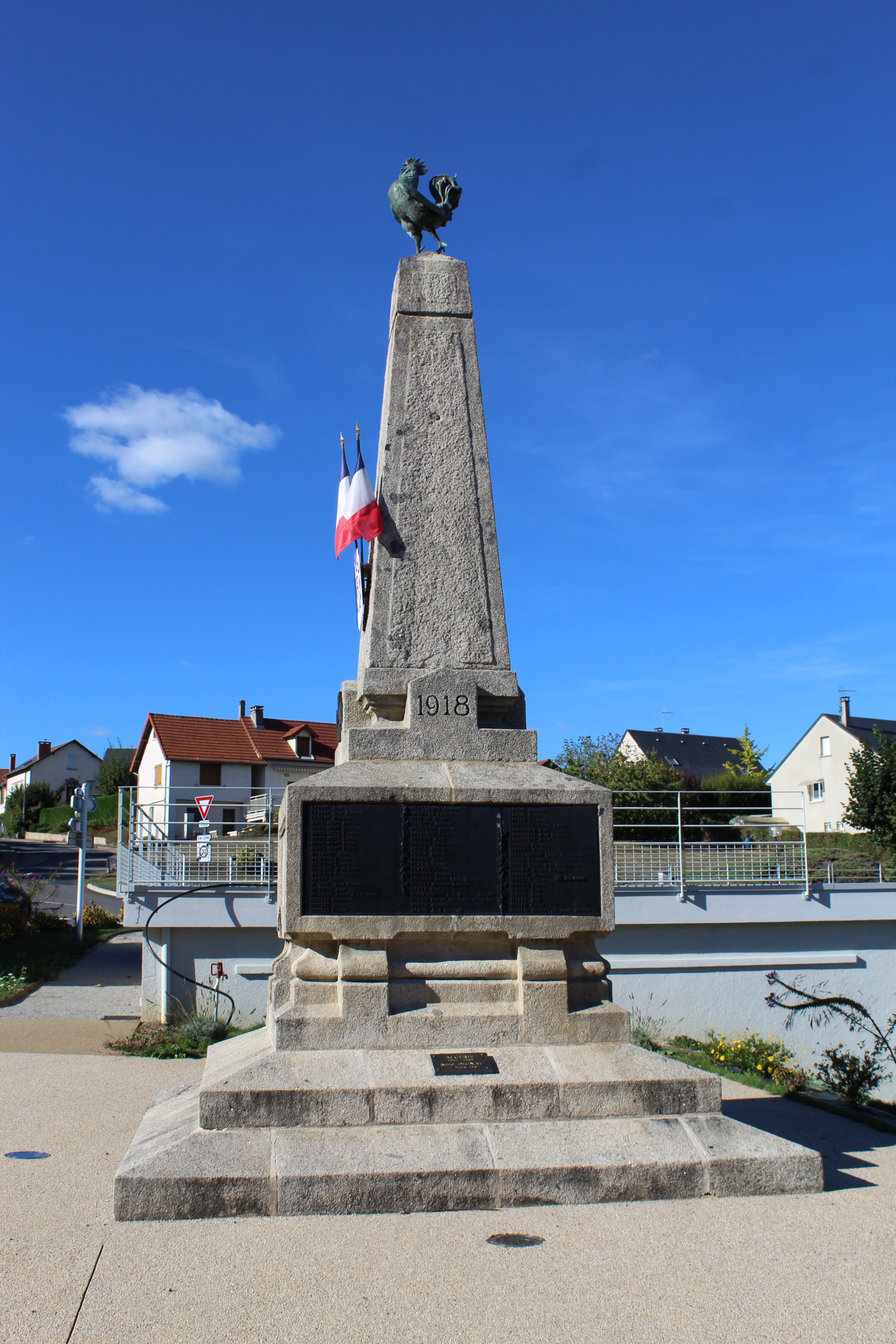
Le monument aux morts.

L'évolution du nombre d'habitants est connue à travers les recensements de la population effectués dans la commune depuis 1793. Pour les communes de moins de 10 000 habitants, une enquête de recensement portant sur toute la population est réalisée tous les cinq ans, les populations de référence des années intermédiaires étant quant à elles estimées par interpolation ou extrapolation. Pour la commune, le premier recensement exhaustif entrant dans le cadre du nouveau dispositif a été réalisé en 2008.

En 2022, la commune comptait 2 318 habitants, en évolution de −0,3 % par rapport à 2016 (Corrèze : −0,59 %, France hors Mayotte : +2,11 %).
| 1793  | 1800  | 1806  | 1821  | 1831  | 1836  | 1841  | 1846  | 1851  |
| ----- | ----- | ----- | ----- | ----- | ----- | ----- | ----- | ----- |
| 1 532 | 1 664 | 1 584 | 2 046 | 2 312 | 2 171 | 2 152 | 2 318 | 2 438 |

| 1856  | 1861  | 1866  | 1872  | 1876  | 1881  | 1886  | 1891  | 1896  |
| ----- | ----- | ----- | ----- | ----- | ----- | ----- | ----- | ----- |
| 2 504 | 2 512 | 2 358 | 2 599 | 2 297 | 2 293 | 2 371 | 2 350 | 2 419 |

| 1901  | 1906  | 1911  | 1921  | 1926  | 1931  | 1936  | 1946  | 1954  |
| ----- | ----- | ----- | ----- | ----- | ----- | ----- | ----- | ----- |
| 2 367 | 2 321 | 2 144 | 1 982 | 1 835 | 1 662 | 1 547 | 1 535 | 1 506 |

| 1962  | 1968  | 1975  | 1982  | 1990  | 1999  | 2006  | 2008  | 2013  |
| ----- | ----- | ----- | ----- | ----- | ----- | ----- | ----- | ----- |
| 1 410 | 1 386 | 1 534 | 1 912 | 2 187 | 2 037 | 2 245 | 2 274 | 2 356 |

| 2018  | 2022  | - | - | - | - | - | - | - |
| ----- | ----- | - | - | - | - | - | - | - |
| 2 314 | 2 318 | - | - | - | - | - | - | - |

## Lieux et monuments

### Patrimoine archéologique
- Le site archéologique de Tintignac, situé au nord-ouest de la ville, a été classé par la liste de 1840[38].

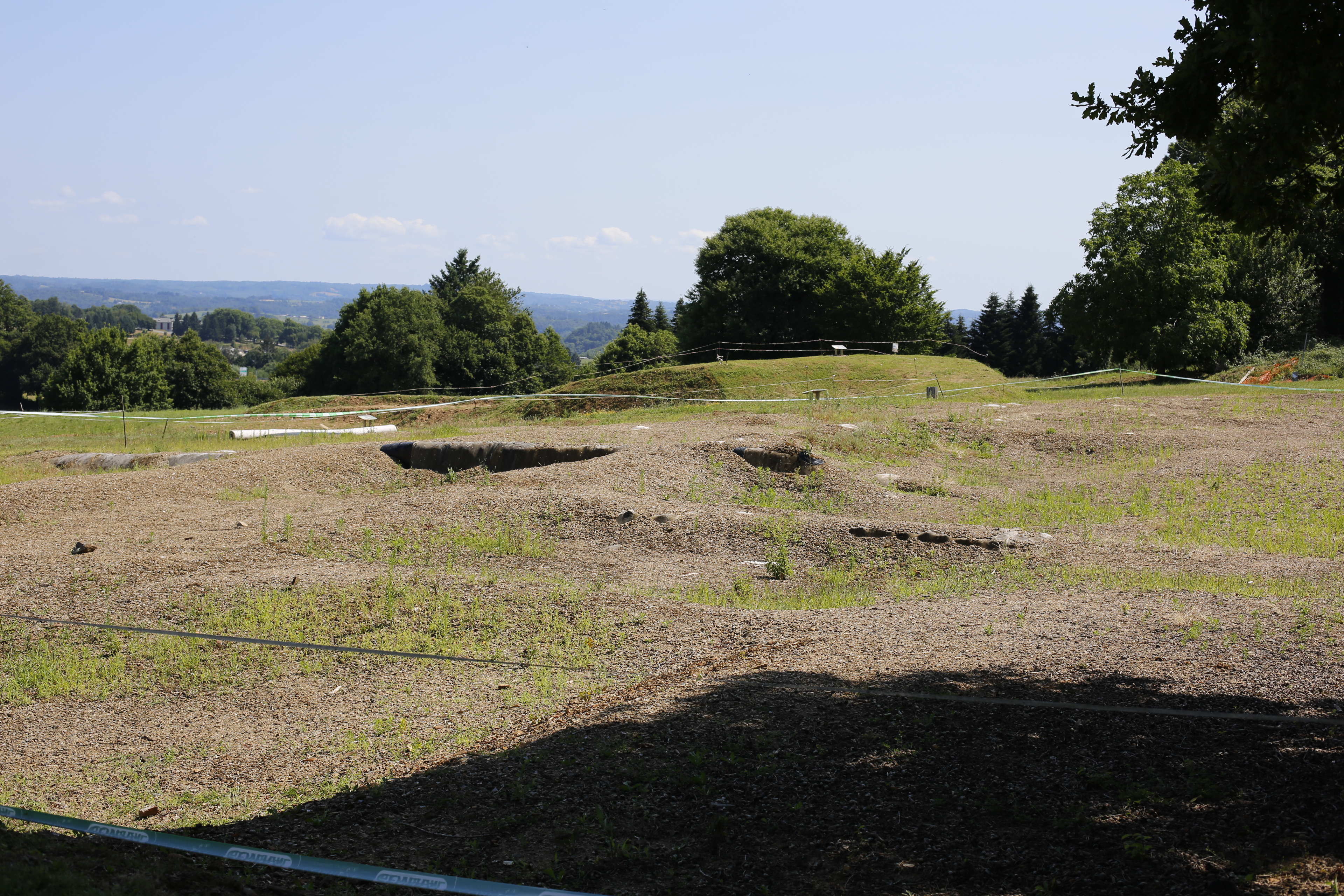
Vue d'ensemble du site de Tintignac.

Les pièces gauloises mises au jour sur le site ont été exposées en 2020-2021 au musée du Président Jacques Chirac de Sarran dans le cadre de l'exposition « Tintignac, 2000 ans et 1 jour », puis entreposées dans les réserves du musée dans l'attente d'un local capable de les accueillir. Depuis avril 2022, les objets sont de retour à Naves, où quatre des pièces les plus spectaculaires sont installées dans des vitrines dédiées dans le bâtiment qui leur est réservé,.

### Patrimoine architectural

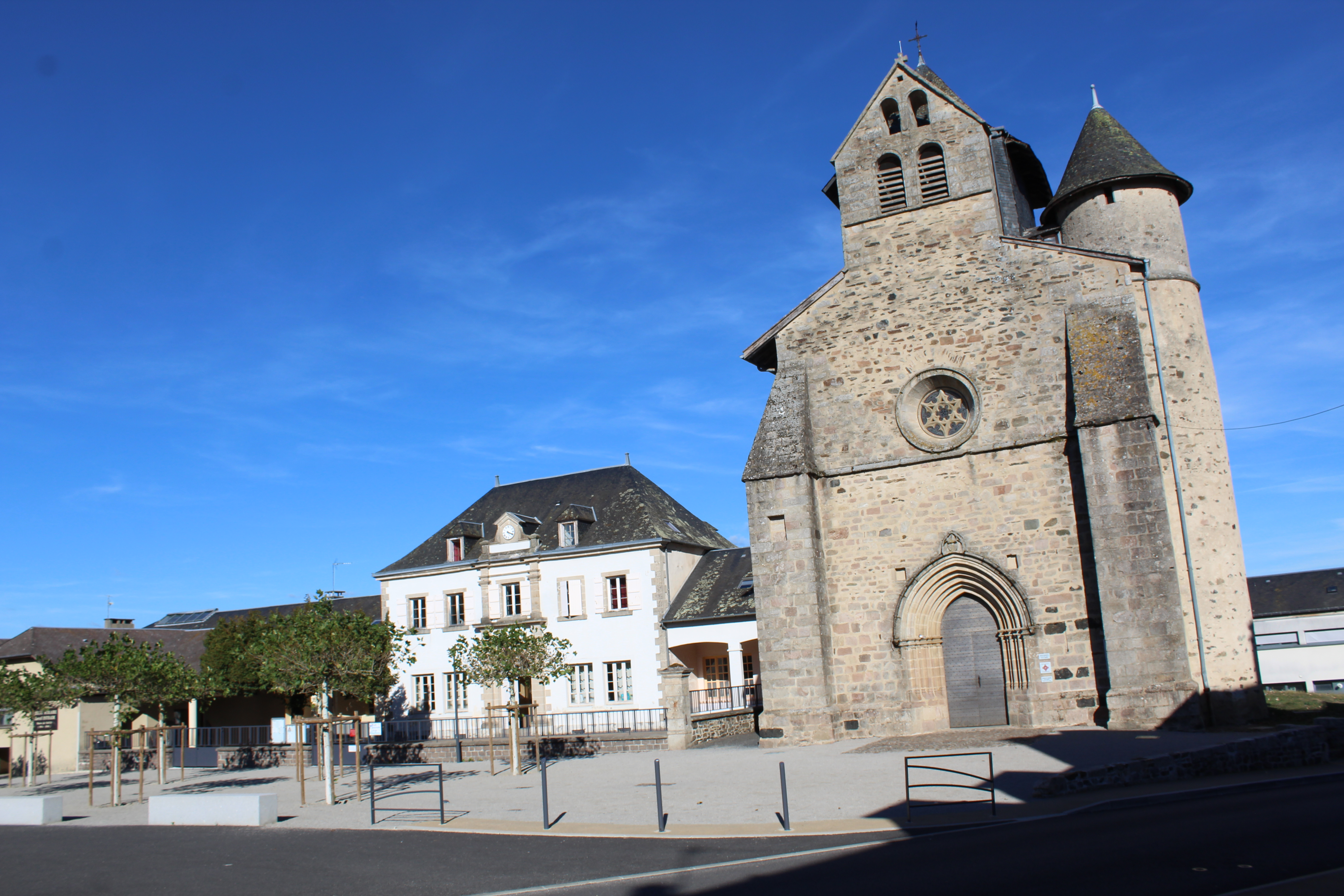
La place.
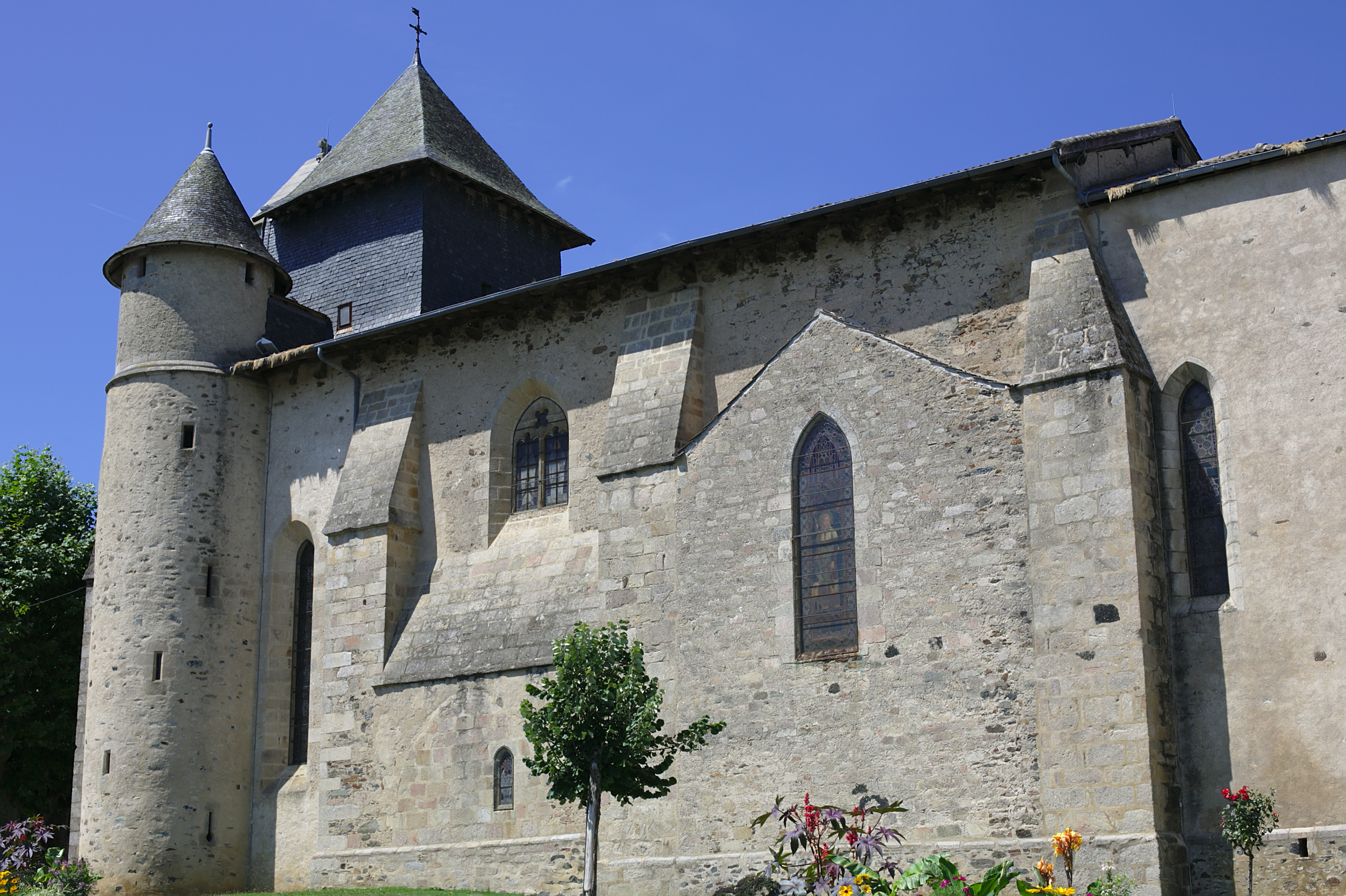
L'église Saint-Pierre.
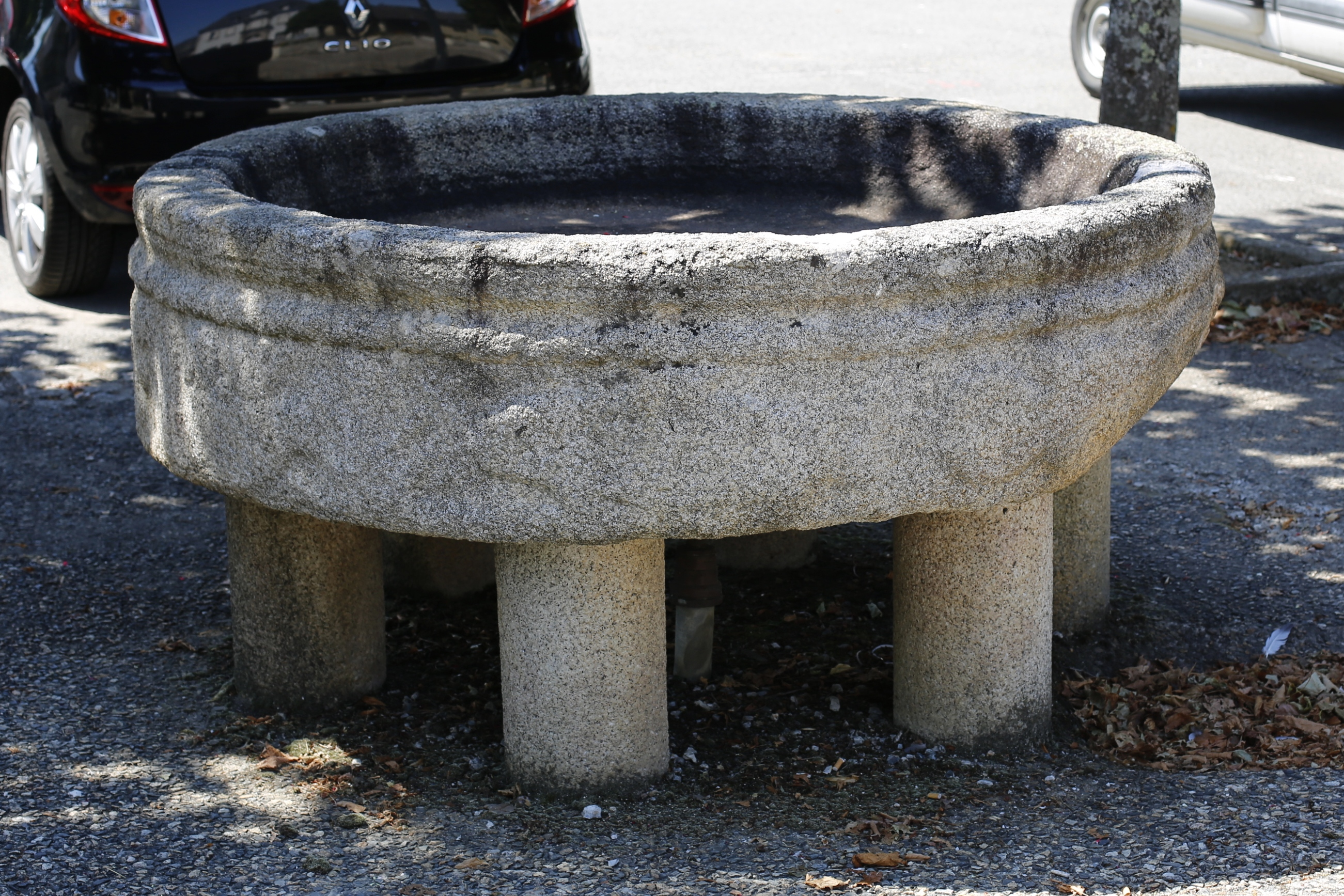
La fontaine, place de l'église.
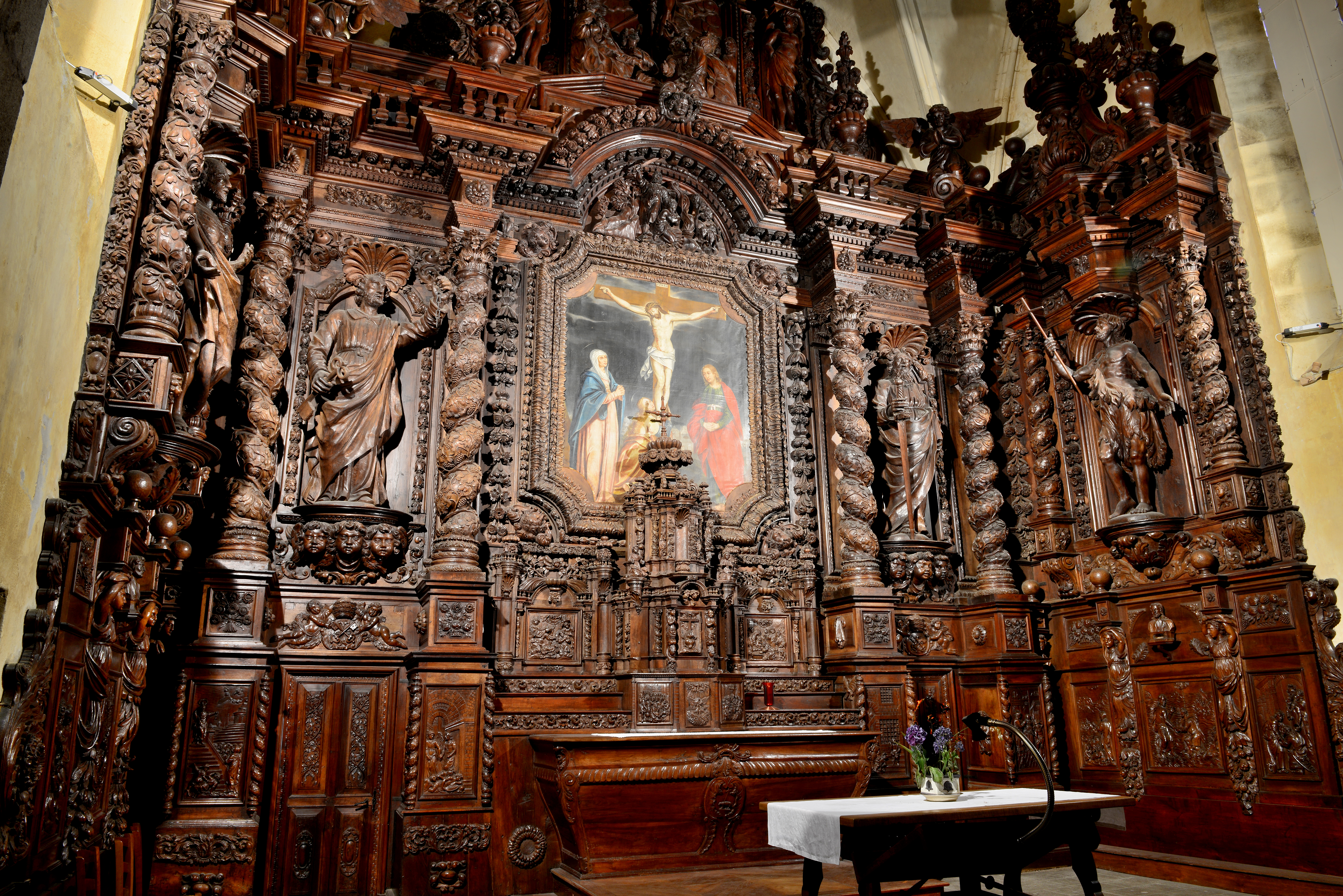
Retable de l'église Saint-Pierre.

- Le château de Bach inscrit par arrêté du 4 octobre 1993[42].
- L'église Saint-Pierre inscrite par arrêté du 24 juin 1977[43] : le mobilier du chœur, notamment le retable en noyer sculpté et œuvre de Pierre et Jean Duhamel, est classé monument historique au titre objet[44].
- La fontaine, place de l'Église, inscrite par arrêté du 19 mars 1927[45].

### Patrimoine contemporain
- Le viaduc du Pays de Tulle de 150 m de haut (aire de repos avec panorama après la sortie de la ville).

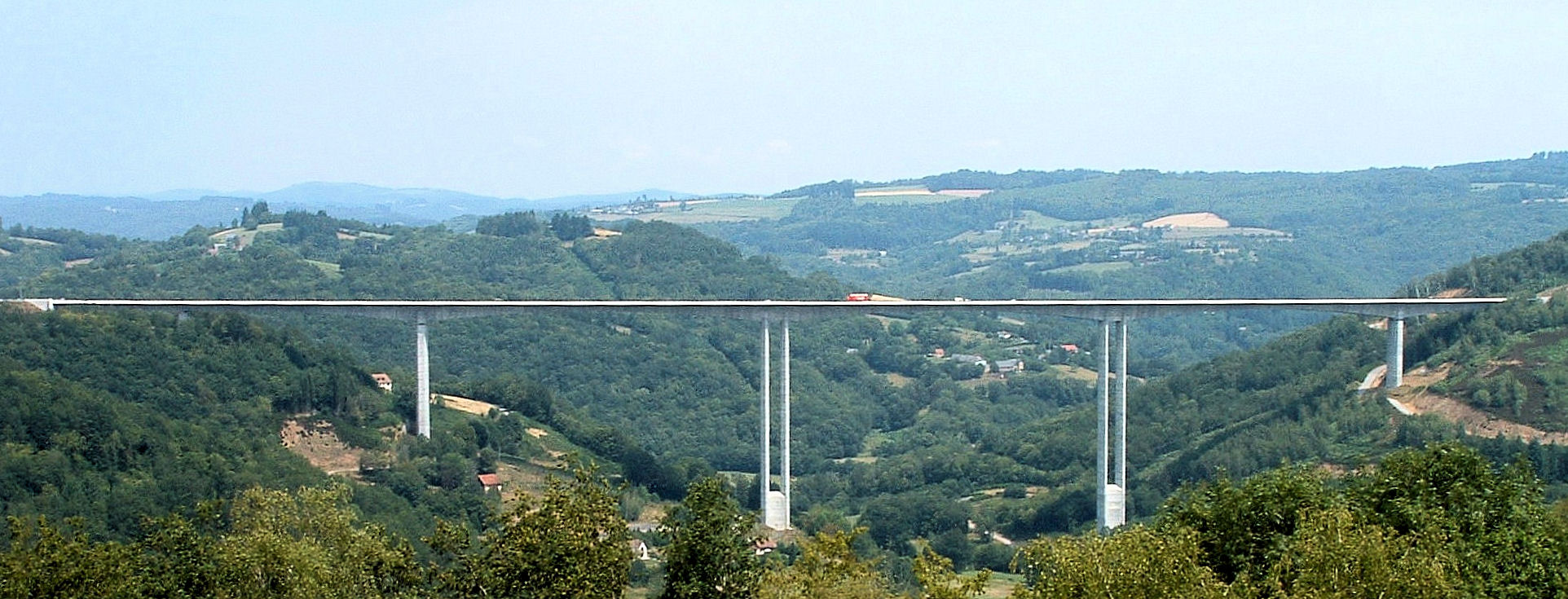
Viaduc du Pays de Tulle vu depuis la sortie de la ville.

## Personnalités liées à la commune
- Arnaud de Tintignac troubadour limousin.
- Élie Vidalin (1876-1939), homme politique, député de la Corrèze de 1914 à 1919.
- Jacques Salles (né en 1949), producteur français né à Tulle, a passé son enfance à Naves[46].
- Jérôme Naves (né en 1979) rugbyman[47].
- Christophe Jerretie (né en 1979), ancien maire de la commune, député de la Corrèze de 2017 à 2022.
- Fabien Laurent (né en 1984), rugbyman[47].
- Maxime Petitjean (né en 1984), rugbyman[47].
- Laurent Koscielny (né en 1985), footballeur, en équipe de France[48].

## Héraldique
| Blason de Naves | Blason  | D'argent au lion de sable armé, lampassé et couronné de gueules. |
| Blason de Naves | Détails | Les armes traditionnelles de la ville de Naves ont été adoptées le 17 février 1980. Elles correspondent à celles d'une famille noble navaroise connue depuis le Xe siècle, les Chaunac. Ayant participé à la première croisade, la famille a ainsi adopté le lion sur son blason. |